# إليزه يوهانسون
إليزه يوهانسون (بالسويدية: Elsie Johansson)‏ هي كاتِبة وكاتبة للأطفال سويدية، ولدت في 1 مايو 1931 في فندل ‏ في السويد.

## وصلات خارجية
- إليزه يوهانسون على موقع IMDb (الإنجليزية)